# 고복장
고복장(高福章, ?~147년)은 고구려의 관리이다.

## 생애
고구려 왕실 성씨이 고씨를 사용하기에 계루부 출신으로 추정된다.
123년에 우보(右輔)가 되었으며, 142년, 태조대왕이 왕위를 찬탈과 관련한 흉몽을 꾸고 불안해하자, 이를 안심시켰다.
146년, 왕제 수성(遂成)이 왕위를 노리고 있다며 그를 제거할 것을 주장했지만 받아르려지지 않았다.
이후 수성(遂成)이 왕이 되어 그를 처형시키자 주변인들이 모두 이를 애석해했다고 한다.